# Milan-San Remo 1965
La 56e édition de la course cycliste, Milan-San Remo a eu lieu le 19 mars 1965 et a été remportée par Arie den Hartog. C'est la première victoire pour un Néerlandais dans cette classique.

## Classement final
|    | Cycliste           | Équipe                    | Temps           |
| -- | ------------------ | ------------------------- | --------------- |
| 1  | Arie den Hartog    | Ford France-Gitane-Dunlop | 6 h 53 min 32 s |
| 2  | Vittorio Adorni    | Salvarani                 | + 0 s           |
| 3  | Franco Balmamion   | Sanson                    | + 0 s           |
| 4  | Rolf Wolfshohl     | Mercier-Hutchinson-BP     | + 51 s          |
| 5  | Willy Vannitsen    | Ford France-Gitane-Dunlop | + 55 s          |
| 6  | Jan Janssen        | Pelforth-Sauvage-Lejeune  | + 55 s          |
| 7  | Franco Cribiori    | Ignis                     | + 55 s          |
| 8  | Guido Reybrouck    | Flandria-Romeo            | + 55 s          |
| 9  | Gianni Motta       | Molteni                   | + 55 s          |
| 10 | Flaviano Vicentini | Ignis                     | + 55 s          |